# Steven Barnes
Steven Emory Barnes (* 1. März 1952 in Los Angeles, Kalifornien) ist ein US-amerikanischer Science-Fiction-, Fantasy- und Mystery-Schriftsteller. Er schreibt Drehbücher, Skripte für Comics, Animationsfilme und Zeitschriftenartikel.

## Biografie
Barnes hatte eine abwechslungsreiche Ausbildung, einschließlich einer weiterführenden Ausbildung an der Los Angeles High School. Er setzte seine Ausbildung an der Pepperdine University fort, mit dem Hauptfach Communication Arts.
Barnes ist verheiratet mit Tananarive Due, ebenfalls eine Autorin. Das Paar lebt in Lost Angeles und betreibt gemeinsam einen Blog. Sie unterrichten an der UCLA in einem Kurs der The Sunken Place: Racism, Survival & Black Horror heißt. Der Kurs wird inzwischen auch als Webinar durchgeführt. Barnes hat eine Tochter aus erster Ehe und gemeinsam mit Tananarive einen Sohn.
Barnes praktiziert seit 1969 verschiedenste Kampfsportarten. Er trägt einen schwarzen Gürtel in Kempō Karate und einen in Judo. Er ist Sensei des Wu Ming Ta und angehender Lehrer des philippinischen Eskrima im Stock- und Messerkampf. Weiter ist er fortgeschrittener Schüler des Jun Fan Kickboxens in der Methode nach Bruce Lee unter Sensei Dan Inosanto. Barnes ist Lehrer des Wu-Stil Taijiquans.
Er studiert Selbstverteidigungspistolenschießen und bevorzugt dabei die Weaver-stance-Methode. Er besitzt einen braunen Gürtel in Jiu Jitsu, lernt Taekwondo sowie Aikidō. Barnes betätigt sich im Hatha Yoga; studiert Pentjak Silat (ein indonesisches Kampfsystem) mit Guru Stevan Plinck und trainiert sich im Ashtanga Vinyasa Yoga.

## Karriere
Barnes hat mehrere Folgen von Outer Limits – Die unbekannte Dimension und Baywatch geschrieben. Seine "Die Zeitmaschine"-Episode von The Outer Limits gewann einen Emmy Award. Er hat auch die Episode "Die Auserwählten" für Stargate SG-1 und für Andromeda die Folge "Die Summe aller Teile" geschrieben.
Barnes erste Science-Fiction Veröffentlichung war 1979 die Novelle The Locusts, die er gemeinsam mit Larry Niven schrieb und die für einen Hugo Award nominiert wurde. Barnes arbeitete anschließend mit Niven an mehreren anderen Büchern zusammen, einschließlich zwei Bücher mit Niven und Jerry Pournelle. Barnes sagte, er habe sich politisch mit den beiden konservativen Schriftstellern gestritten, aber es habe ihm Spaß gemacht, mit ihnen zusammenzuarbeiten. Er nannte es "a tremendous learning opportunity" (eine enorme Lernmöglichkeit). Barnes alternativer Geschichtsroman Lion's Blood wurde 2003 mit dem Endeavour Award ausgezeichnet. Sein 2004 Star-Wars-Tie-in Obi-Wan Kenobi und die Biodroiden (The Cestus Deception) war ein New-York-Times-Bestseller.
Zusammen mit seiner Frau Tananarive Due und dem Schauspieler Blair Underwood gewann Barnes den NAACP Image Award 2009 für ein herausragendes literarisches Werk für In the Night of the Heat: A Tennyson Hardwick Novel.

## Bibliografie

### Serien und Zyklen
Dream Park Universe
Dream Park (mit Larry Niven)
- 1 Dream Park (1981)
  - Deutsch: Traumpark. Übersetzt von Bodo Baumann. Bastei Lübbe Science Fiction Bestseller #22072, 1984, ISBN 3-404-22072-2.
- 2 The Barsoom Project (1989)
  - Deutsch: Das Mars-Projekt. Übersetzt von Uwe Anton. Bastei-Lübbe SF Special #24146, 1991, ISBN 3-404-24146-0.
- 3 The Voodoo Game (1991; auch: The California Voodoo Game, 1992)
  - Deutsch: Das Voodoo Spiel. Übersetzt von Uwe Anton. Bastei Lübbe Science Fiction Special #24165, 1993, ISBN 3-404-24165-7.
- 4 The Moon Maze Game (2011)
- The Descent of Anansi (1982)
  - Deutsch: Die Landung der Anansi. Übersetzt von Bodo Baumann. Bastei Lübbe Science Fiction Special #24079, 1986, ISBN 3-404-24079-0.
- Lady or the Tiger (2019, in: Bryan Thomas Schmidt (Hrsg.): Infinite Stars: Dark Frontiers)

Aubrey Knight
- 1 Streetlethal (1983)
- 2 Gorgon Child (1989)
- 3 Firedance (1994)

Heorot (mit Larry Niven und Jerry Pournelle)
- 1 The Legacy of Heorot (1987)
  - Deutsch: Der Held von Avalon. Übersetzt von Heiko Langhans. Bastei-Lübbe SF Abenteuer #23089, 1989, ISBN 3-404-23089-2. Auch als: Heorots Vermächtnis. Übersetzt von Heiko Langhans. Bastei-Lübbe SF Special #24306, 2002, ISBN 3-404-24306-4.
- 2 The Dragons of Heorot (1995; auch: Beowulf’s Children)
  - Deutsch: Beowulfs Kinder. Übersetzt von Axel Merz. Bastei Lübbe Science Fiction #24223, 1997, ISBN 3-404-24223-8.
- 3 Starborn & Godsons (2020)
- The Secret of Black Ship Island (2012)

Bilalistan (Romane)
- 1 Lion’s Blood (2002)
- 2 Zulu Heart (2003)

### Romane
- The Kundalini Equation (1986)
- Far Beyond the Stars (Reihe Star Trek: Deep Space Nine, 1998)
- Achilles’ Choice (1991; mit Larry Niven)
  - Deutsch: Die Wahl des Achill. Übersetzt von Thomas Schichtel. Bastei-Lübbe SF Special #24157, 1992, ISBN 3-404-24157-6.
- Blood Brothers (1996)
- Iron Shadows (1998)
- Saturn’s Race (2000; mit Larry Niven)
- Charisma (2002)
- The Cestus Deception (Reihe Star Wars: Clone Wars, 2004)
  - Deutsch: Obi-Wan Kenobi und die Biodroiden. Übersetzt von Andreas Helweg. Blanvalet, 2004, ISBN 3-442-36125-7.
- The Hive (Reihe Star Wars: Clone Wars, 2004)
- Great Sky Woman (2006)
- Shadow Valley (2009)
- Assassin: The Invisible Imam (Assassin’s Creed, 2010, in: Steven Barnes: Assassin and Other Stories)
- Devil’s Wake (2012; mit Tananarive Due)
- Domino Falls (2013; mit Tananarive Due)
- The Seascape Tattoo (2016; mit Larry Niven)
- Twelve Days (2017)

### Sammlungen
- Assassin and Other Stories (2010)

### Kurzgeschichten
1974:
- Moonglow (1974, in: Roger Elwood (Hrsg.): Vampires, Werewolves and Other Monsters)

1978:
- Trick or Treat (in: Space and Time #48, July 1978)

1979:
- The Locusts (in: Analog Science Fiction/Science Fact, June 1979; mit Larry Niven)
  - Deutsch: Der Schritt zurück. In: Geschichten aus der Raumhafen-Bar und andere Erzählungen. Bastei Lübbe Science Fiction Abenteuer #23075, 1988, ISBN 3-404-23075-2.

1980:
- Retrospective (in: Jim Baen (als James Patrick Baen) (Hrsg.): Destinies, Summer 1980; mit Larry Niven)
- Endurance Vile (in: Isaac Asimov’s Science Fiction Magazine, August 1980)

1981:
- „… but fear itself“ (Reihe Magic Goes Away, 1981, in: Larry Niven (Hrsg.): The Magic May Return)

1987:
- Yelloweye (Reihe Friends of the Horseclans, 1987, in: Robert Adams und Pamela Crippen Adams (Hrsg.): Friends of the Horseclans)

1989:
- Killsister (Reihe Friends of the Horseclans, 1989, in: Robert Adams und Pamela Crippen Adams (Hrsg.): Friends of the Horseclans II)

1992:
- Dream Park: The Voodoo Game: Nakagawa’s Law (in: Far Point #2, January-February 1992; mit Larry Niven)

1995:
- Sand Man (1995, in: Roger Zelazny und Martin H. Greenberg (Hrsg.): Warriors of Blood and Dream)

1999:
- The Music Between the Notes (1999, in: Marco Palmieri (Hrsg.): The Lives of Dax)

2000:
- The Woman in the Wall (2000, in: Sheree R. Thomas (Hrsg.): Dark Matter: A Century of Speculative Fiction from the African Diaspora)

2003:
- Heartspace (2003, in: Nalo Hopkinson (Hrsg.): Mojo: Conjure Stories)

2004:
- Danger Word (2004, in: Brandon Massey (Hrsg.): Dark Dreams: A Collection of Horror and Suspense by Black Writers; mit Tananarive Due)

2008:
- Trickster (2008, in: Gary Phillips und Christopher Chambers (Hrsg.): The Darker Mask; mit Tananarive Due)

2010:
- Father Steel (2010, in: Steven Barnes: Assassin and Other Stories)

2016:
- Fifty Shades of Grays (2016, in: Lightspeed: People of Colo(u)r Destroy Science Fiction! Special Issue)

2017:
- Mozart on the Kalahari (2017, in: Ed Finn, Joey Eschrich und Juliet Ulman (Hrsg.): Visions, Ventures, Escape Velocities: A Collection of Space Futures)

2018:
- Danakil (Reihe Cellarius, 2018, in: Whose Future Is It?)

2019:
- The Last Adventure of Jack Laff: The Dayveil Gambit (2019, in: Cat Rambo (Hrsg.): If This Goes On)
- Come Home to Atropos (2019, in: Nisi Shawl (Hrsg.): New Suns: Original Speculative Fiction by People of Color)

### Sachliteratur
- Star Wars Saved My Life: Be the HERO in the adventure of your lifetime! (2015)